# Hoplistonychus
Hoplistonychus is een kevergeslacht uit de familie van de boktorren (Cerambycidae). De wetenschappelijke naam van het geslacht werd voor het eerst geldig gepubliceerd in 1930 door Melzer.

## Soorten
Hoplistonychus is monotypisch en omvat slechts de volgende soort:
- Hoplistonychus bondari Melzer, 1930